# Formula di Gauckler-Strickler
La formula di Gauckler-Strickler è una relazione matematica proposta nel 1868 da Philippe Gaspard Gauckler e implementata da Albert Strickler nel 1923, che esprime il coefficiente di Chézy, e per la sua praticità è molto usata in idraulica nel dimensionamento e nella verifica di canali a pelo libero o di condotte in pressione.

## Definizione
La formula è:
{\displaystyle \chi =K_{s}\cdot R_{h}^{1/6}}
dove:
- {\displaystyle \chi } è il coefficiente di Chézy, in m1/2/s;
- {\displaystyle K_{s}} è detto coefficiente di Gauckler-Strickler, misura la scabrezza della parete in m1/3/s, ed è reperibile in tabelle;
- {\displaystyle R_{h}} è il raggio idraulico della sezione trasversale[2], in metri.

## Applicazioni
La formula di Gauckler-Strickler viene utilizzata in combinazione della formula di Chézy per determinare in modo pratico la velocità o la portata delle correnti a pelo libero in moto gradualmente variato o in moto uniforme, ottenendo la formula di Chézy parametrizzata secondo Gauckler-Strickler:
{\displaystyle v=K_{s}\cdot R_{h}^{\ 2/3}\cdot {\sqrt {J}}}
dove:
- {\displaystyle v} è la velocità della corrente in m/s;
- {\displaystyle J} è la cadente piezometrica, che nel caso di moto uniforme è pari alla pendenza di fondo del canale {\displaystyle i_{f}}.

Oppure, equivalentemente:
{\displaystyle Q=A\cdot K_{s}\cdot R_{h}^{2/3}{\sqrt {J}}}
dove:
- {\displaystyle Q} è la portata, in m3/s;
- {\displaystyle A} è l'area bagnata nella sezione trasversale, in m2.

Questa formula è a rigore valida solo nelle condizioni di moto turbolento in regime di parete scabra.